# Carlisle Floyd
Carlisle Floyd (født 11. juni 1926 i Latta, South Carolina, død 30. september 2021) var en amerikansk komponist.
Floyd havde sit speciale i opera, som han komponerede 11 af. Han skrev en række andre kompositioner, såsom klaversonater.

## Værker
Opera
- Slow Dusk
- Susannah
- Wuthering Heights
- The Passion of Jonathan Wade
- The Sojuorner and Molly Sinclair
- Markheim
- Of Mice and Men
- Flower and Hawk
- Bilby´s Doll
- Willie Stark
- Cold Sassy Tree

- Klaversonater